# Vicente Gómez Zarzuela
Vicente Gómez-Zarzuela y Pérez (Sevilla, 27 de octubre de 1870-Arcos de la Frontera, provincia de Cádiz, 14 de diciembre de 1956) fue un músico y compositor español.
Es recordado sobre todo por ser el autor de algunas marchas procesionales que se interpretan habitualmente acompañando a las procesiones de Semana Santa en Sevilla y Andalucía. Una de sus obras más conocidas es la marcha Virgen del Valle, compuesta en el año 1898 en memoria de su amigo Alberto Barrau Grande.

## Obra

### Marchas procesionales
- 1898. Virgen del Valle, dedicada a esta virgen de la Hermandad de El Valle (Sevilla).
- 1944. Saeta, también titulada Jesús pasa, dedicada a la Hermandad de las Tres Caídas de Arcos de la Frontera (Cádiz).

### Música religiosa
- 1900. Plegaria a los Dolores de la Santísima Virgen.
- 1904. Misa Solemne.
- Ave María.
- Cristus factus est.
- Motetes al Cristo de la Expiracion, dedicados a esta imagen de la Hermandad de El Museo (Sevilla).[4]

### Zarzuelas
- 1893. El Peregrino, zarzuela en un acto con libreto de Serafín Álvarez Quintero y Joaquín Álvarez Quintero.

### Música de cámara
- Evocación: Meditación para cuerda, para conjunto de cuerda.